# Condition des femmes en Éthiopie
Cet article présente la condition des femmes en Éthiopie.

## Représentation et histoire du rôle des femmes
Historiquement, les femmes de l'élite éthiopienne pouvaient être administratrices et guerrières. Même sans objectif d'amélioration du droit des femmes en général, cela permettait à certaines de posséder des biens, d'hériter et d'être conseillères sur des décisions communautaires importantes. L'impératrice Menen Asfaw, épouse de l'empereur Haïlé Sélassié Ier, contribue à gérer l'Empire éthiopien. Les régentes Workit et Mestayit, pour leurs fils mineurs, sont par ailleurs responsables de leurs provinces. Le régime foncier prévoit alors que les locataires servent de milice aux seigneurs[pas clair], sans distinction de genre. En 1896, l'impératrice Taytu Betul, épouse de l'empereur Ménélik II, conseille activement le gouvernement et participe à la défense du pays contre l'invasion italienne. De 1935 à 1941, d'autres femmes de l'élite combattent la deuxième invasion.
Durant la période suivante, des conseillers européens écartent les femmes de l'armée et de la politique, même en tant que conseillères. Elles sont alors reléguées aux tâches ménagères et à l'éducation des enfants. Le nombre d'infirmières et d'enseignantes augmente.
En 1974, la révolution éthiopienne marque un progrès pour la condition féminine dans les domaines politique et économique. L'Association révolutionnaire des femmes éthiopiennes (REWA) compte plus de 5 millions de membres. Elle encourage la création d'organisations féminines dans les usines, les associations et la fonction publique, dans le monde rural et dans les qebelés. Cependant, le rôle des femmes reste limité à l'échelle nationale : en 1984, seule une femme est membre du Comité central du Parti des travailleurs d'Éthiopie. Et sur les 2 000 délégués qui participent au congrès inaugural du parti en 1984, seules 6 % sont des femmes. Toutefois, sous le derg, l'alphabétisation et le taux de scolarisation féminin s'améliore (voir « éducation »).
En 1995, date de formation de la République fédérale, un ministère des Affaires féminines est créé. Muferiat Kamil est nommée ministre en 2008.
Devenu Premier ministre en 2018, le réformateur Abiy Ahmed instaure un gouvernement paritaire, favorise l'élection de Sahle-Work Zewde à la présidence de la République et nomme des femmes à des postes clefs, Meaza Ashenafi à la tête de la Cour suprême et Birtukan Mideksa directrice de la commission électorale.
Traditionnellement et encore au XXIe siècle, des festivités ont lieu pour la naissance d'un garçon, ce qui n'est pas le cas pour celle d'une fille (considérée comme non-désirée). La langue éthiopienne compte des insultes féminisées et des expressions idiomatiques animalisant les femmes.

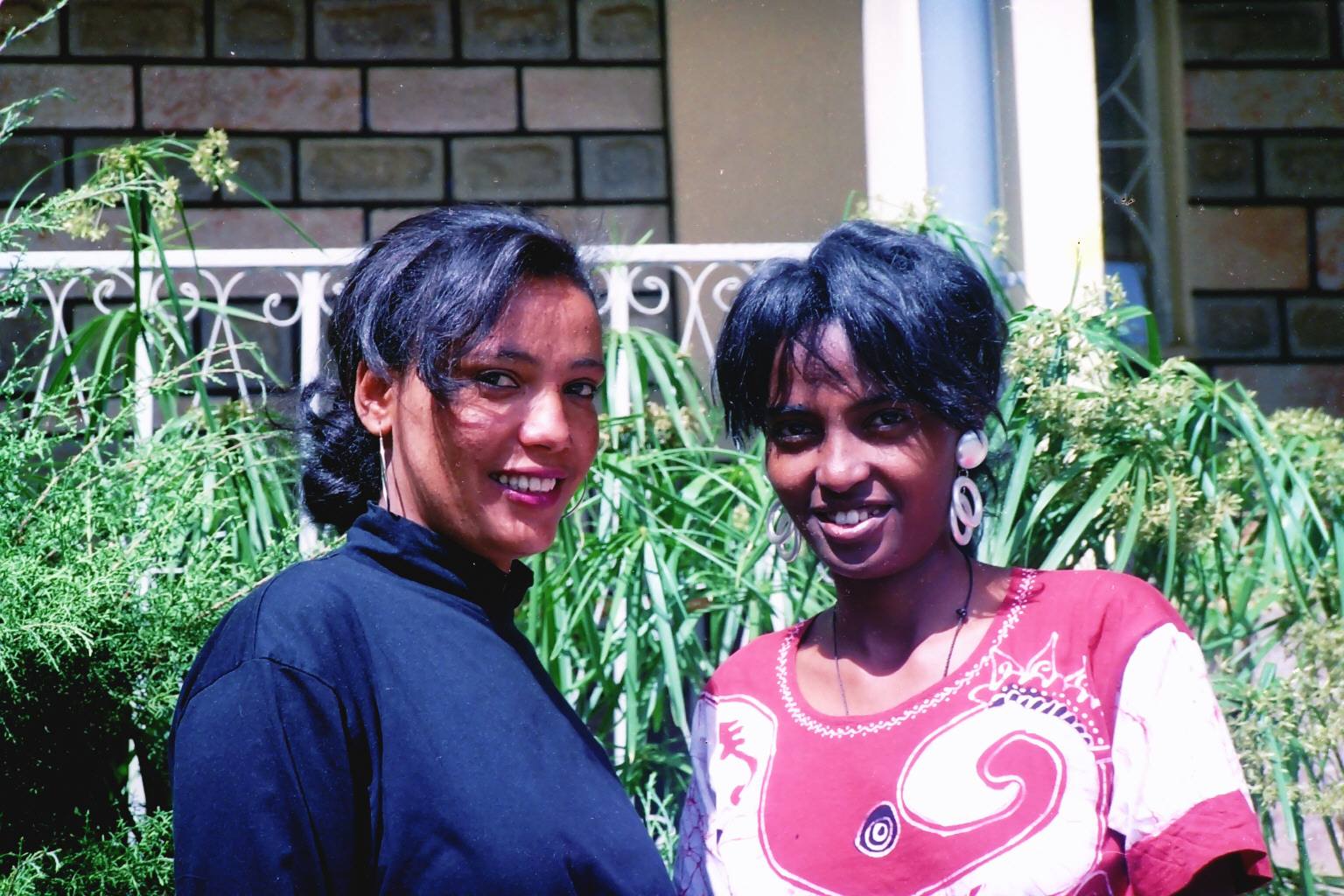
Éthiopiennes à Addis-Abeba (2007).
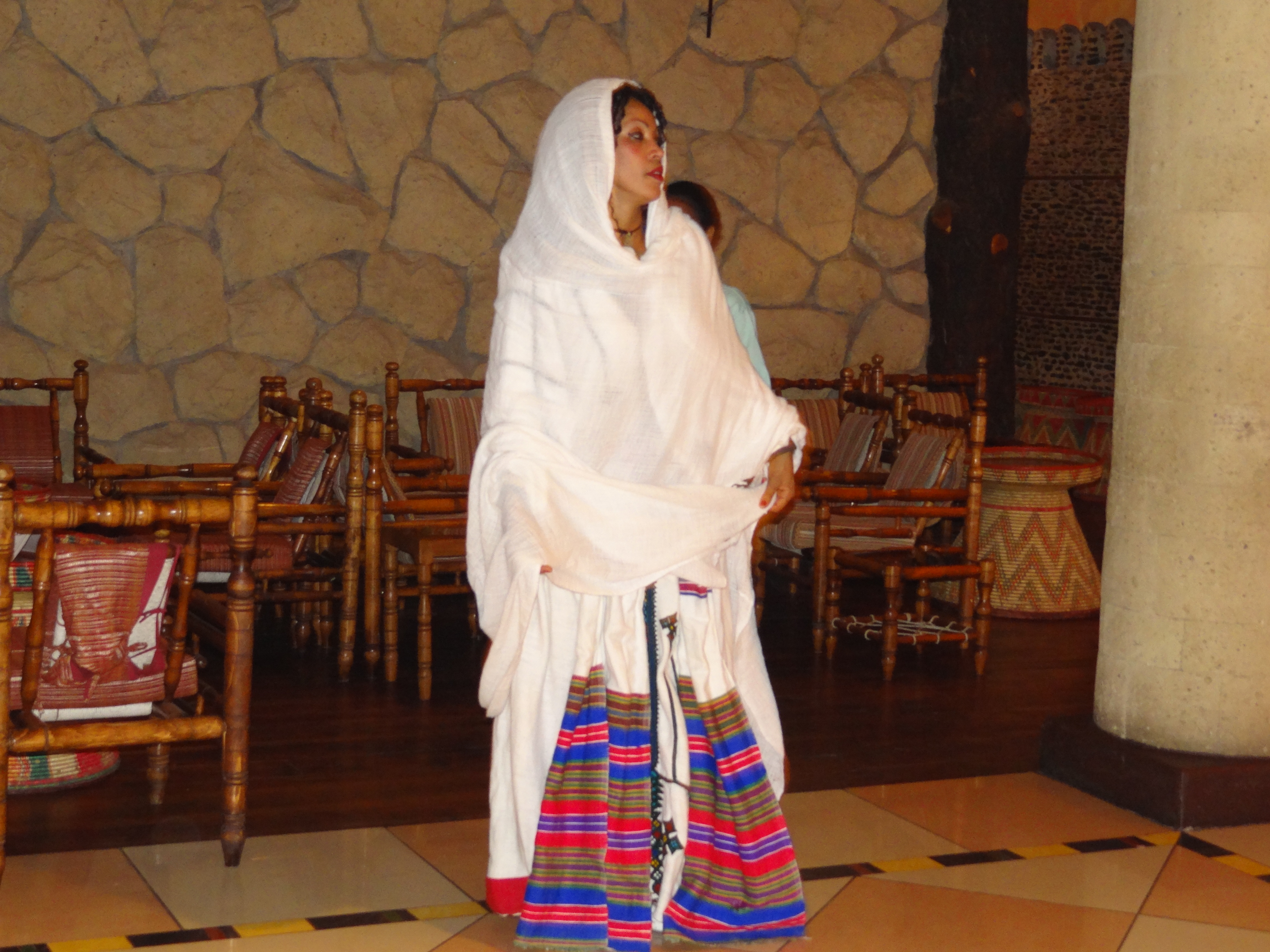
Éthiopienne en habit traditionnel (2011).

## Indicateurs socio-démographiques

### Espérance de vie, taux de masculinité, santé
L'espérance de vie des Éthiopiennes augmente nettement de 1960 à 2018 : elle est de 40 ans en 1960 et de 68,2 ans en 2018.
En 2014, l'indice de fécondité est de 5,23 enfants par femme. Bien que traditionnellement, les femmes n'utilisent pas de contraceptifs, leur utilisation augmente. Entre 2000 et 2011, la prévalence contraceptive passe de 8,2 % à 28,6 %. En 2010, la mortalité maternelle est de 350 décès pour 100 000 naissances vivantes.
Le taux de VIH/SIDA pour les hommes et les femmes est estimé à 1,3 % en 2012. Les femmes le contractent plus que les hommes, à cause de leur statut économique inférieur . Les relations sexuelles entre époux étant traditionnellement considérées comme une obligation, le Fonds des Nations unies pour la population signale que les femmes mariées sont plus exposées aux risques de contracter le VIH car elles ont moins de contrôle sur la nature et la fréquence de ces relations.
En matière de contraception, Binyam Bogale, Mekitie Wondafrash, Tizta Tilahun et Eshetu Girma[Qui ?] expliquent que les Éthiopiennes donnent peu leur avis, mais que leurs partenaires masculins s'expriment à leur place. Selon ces auteurs, les contraceptifs modernes devraient être développés, et il faudrait donner aux femmes les moyens de prendre des décisions sur leur utilisation. D'après leur conclusion, l'organisation de discussions collectives sur la prévention des grossesses doit être envisagée. Par ailleurs, le pouvoir de décision des femmes sur les contraceptifs modernes est supérieur dans les milieux urbains, par rapport aux milieux ruraux.

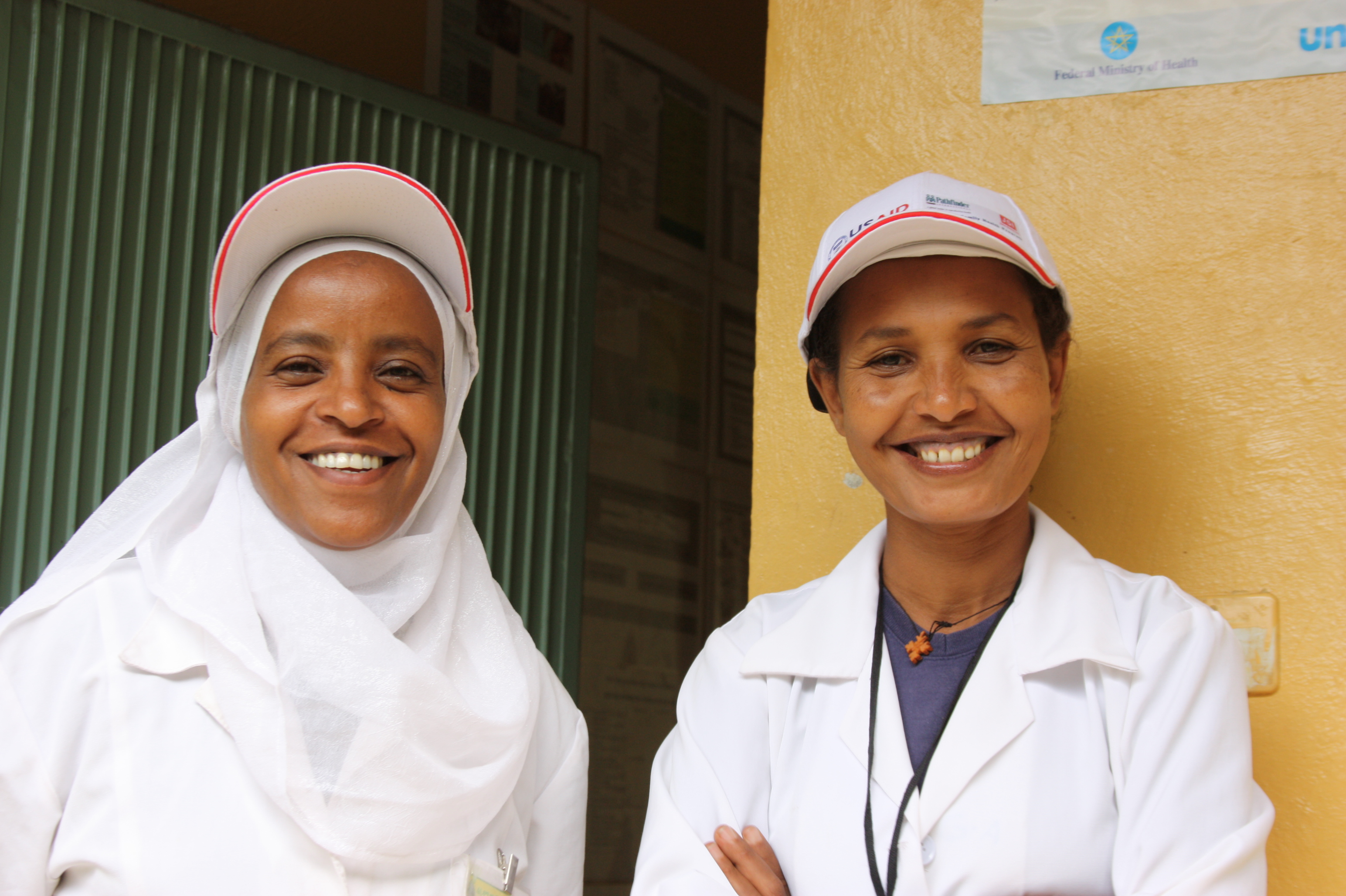
Travailleuses dans le domaine de la santé (2011).
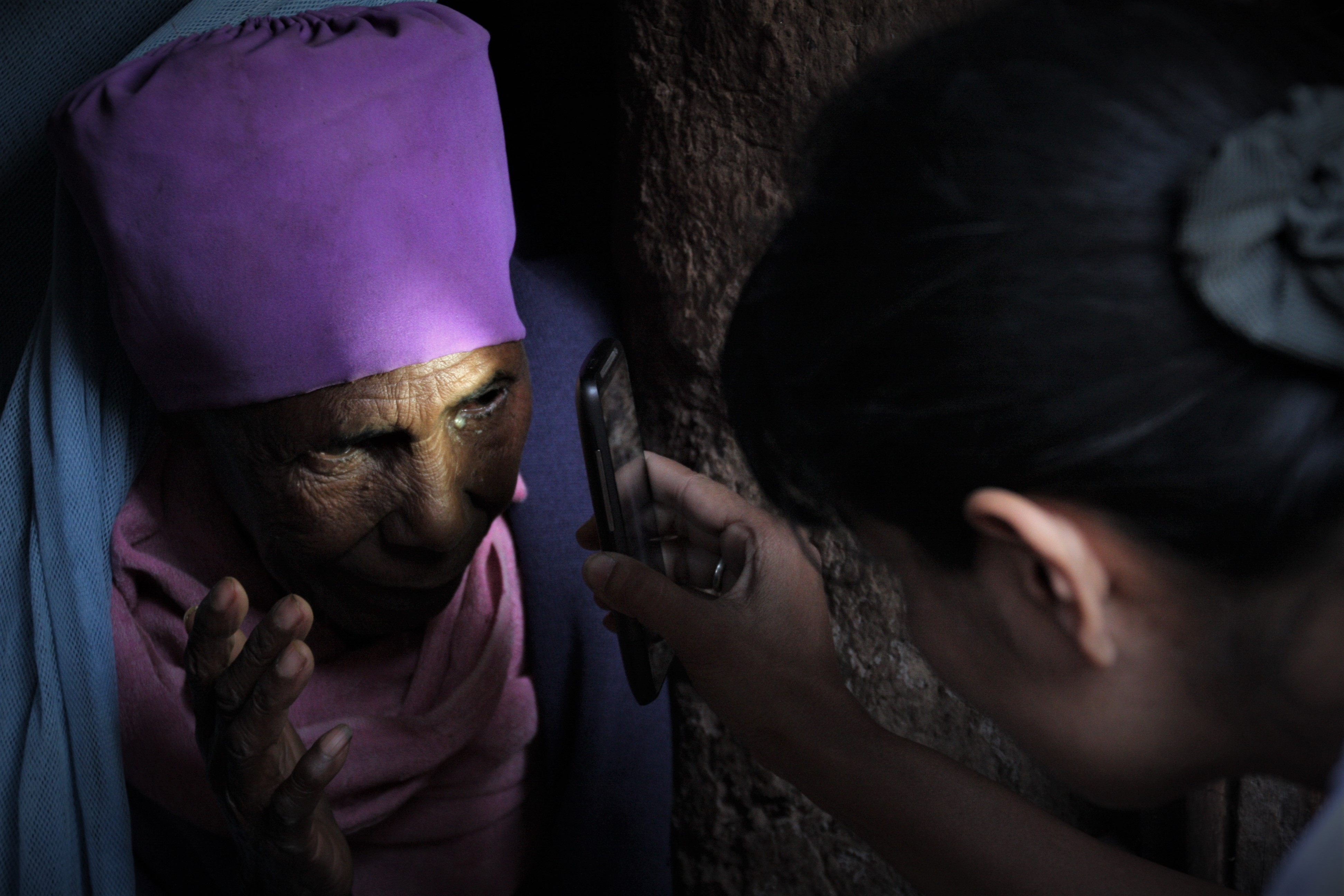
Examen, dans le village de Lalibela, d'une religieuse atteinte de trachome, et ayant refusé une hospitalisation pour cause de retraite spirituelle.

### Éducation
Plus de 85 % des femmes habitent les zones rurales. Dans les zones urbaines, l'accès à l'éducation est meilleur et quelques femmes étudient dans le supérieur. L'Association révolutionnaire des femmes éthiopiennes (REWA) encourage l'éducation des femmes.
Sous le derg, la scolarisation primaire et secondaire des filles passe d'environ 32 % en 1974-1975 à 39 % en 1985-1986. Le taux de scolarisation des filles est supérieur en ville. Le taux d'alphabétisation des adultes augmente et atteint 60 %, à la suite d'une campagne éducative nationale. Après l'éviction du Derg, le taux d'alphabétisation des adultes tombe à 39 % en 2007, 49,1 % pour les hommes et 28,9 % pour les femmes. En réaction, le ministère de l'Éducation lance[Quand ?] une nouvelle campagne éducative, qui vise un taux d'alphabétisation éventuel de 95 % et qui a pour but d'éduquer 17 millions d'adultes.
En 2008-2009, l'accès à l'éducation augmente et les disparités entre hommes et femmes diminuent. Le taux de croissance annuel moyen des inscriptions à tous les niveaux d'enseignement est de 27,2 % pour les femmes et de 33,7 % pour les hommes, avec un taux de croissance annuel moyen de 29,7 % pour les filles en maternelle, de 13,4 % pour les filles à l'école primaire, de 30,8 % pour les filles à l'école secondaire, de 14,5 % pour les femmes dans l'enseignement et la formation techniques et professionnels et de 21,4 % pour les femmes dans l'enseignement supérieur.
Pourtant, la scolarisation des filles reste un objet de préoccupation pour les organisations féministes. Interrogés, des parents ne scolarisant pas leurs filles (qui accomplissent des tâches ménagères chez eux) donnent les raisons suivantes : les filles pourraient être violées, enlevées ou blessées sur le chemin de l'école (les garçons étant considérés capables de se défendre).
50 % des filles inscrites à l'école primaire atteignent la cinquième année. Dans l'enseignement supérieur, les études empêchent les femmes de pratiquer des activités économiques, ce qui représente un frein dans l'accès à l'éducation. 35 % des étudiants de premiers cycles sont des femmes, et 5 % d'entre elles abandonnent leurs études au cours de la première année. 11 % des éducateurs universitaires sont des femmes.
Le manque d'éducation a pour conséquence chez les femmes l'ignorance de leurs droits.

### Emploi et vie économique
L'accès à l'emploi est marqué par une opposition entre ville et campagne : alors que dans les zones urbaines, l'accès à l'emploi hors de son foyer est meilleur, et que les femmes sont employées dans le secteur des services, les emplois des zones rurales sont caractérisés par l'agriculture vivrière. La société traditionnelle éthiopienne conçoit les femmes comme des épouses et mères. Plus de 85 % des femmes vivent en zone rurale.
Au début des années 2020, les militantes féministes éthiopiennes sont nombreuses à exprimer leur préoccupation face aux nouvelles tendances observées dans les domaines de l'emploi des femmes et de la création de postes destinées à ces dernières, qu'elles résident en zone urbaine ou en zone rurale. Et ce, malgré la constatation d'évolutions positives comme la prolongation du congé maternité rémunéré pour les employées de l’État fédéral qui passe désormais à quatre mois. Cependant, la préoccupation majeure de ces militantes reste l'absence de mesures assurant la dignité au travail ainsi qu'une rémunération décente dans le domaine, par exemple, industriel : créateur de nombreux emplois. En effet, l’Éthiopie est un considérée par Michel Posner, ancien secrétaire d’État adjoint dans l'administration Obama, comme un « défi en terme [sic] de salaires peu élevés [...] avec la distinction peu enviable d'offrir les rémunérations les plus basses au monde dans la filière textile ».

#### Emplois agricoles
Dans les zones rurales, les ménages pratiquent l'agriculture vivrière. Les femmes sont intégrées à la vie économique rurale qui nécessite de la main-d’œuvre, y compris chez les enfants. La révolution éthiopienne a peu de conséquences sur la vie des femmes des zones rurales. La réforme agraire ne modifie pas leur statut socio-économique, ancré dans des valeurs traditionnelles enracinées. Une amélioration du niveau de vie pourrait avoir lieu si les conditions économiques étaient meilleures et si les fonctionnaires et les hommes changeaient d'attitude vis-à-vis des femmes.

#### Emplois dans l'industrie
Une enquête de 1976 révèle que 25 % de la main d’œuvre féminine des zones urbaines est employée dans la production (textile, industrie alimentaire...). D'après l'enquête, les ouvrières d'usines à Addis-Abeba gagnent environ un quart du salaire des hommes pour le même type de travail, en dépit d'une proclamation de 1975 selon laquelle hommes et femmes doivent gagner le même salaire à travail égal.

#### Emplois dans les services
En 1976, environ 40 % des femmes employées dans les zones urbaines travaillent dans le secteur des services, principalement dans les hôtels, les restaurants et les bars. La vente représente 11 % de la main-d’œuvre féminine.

### Participation à la vie politique

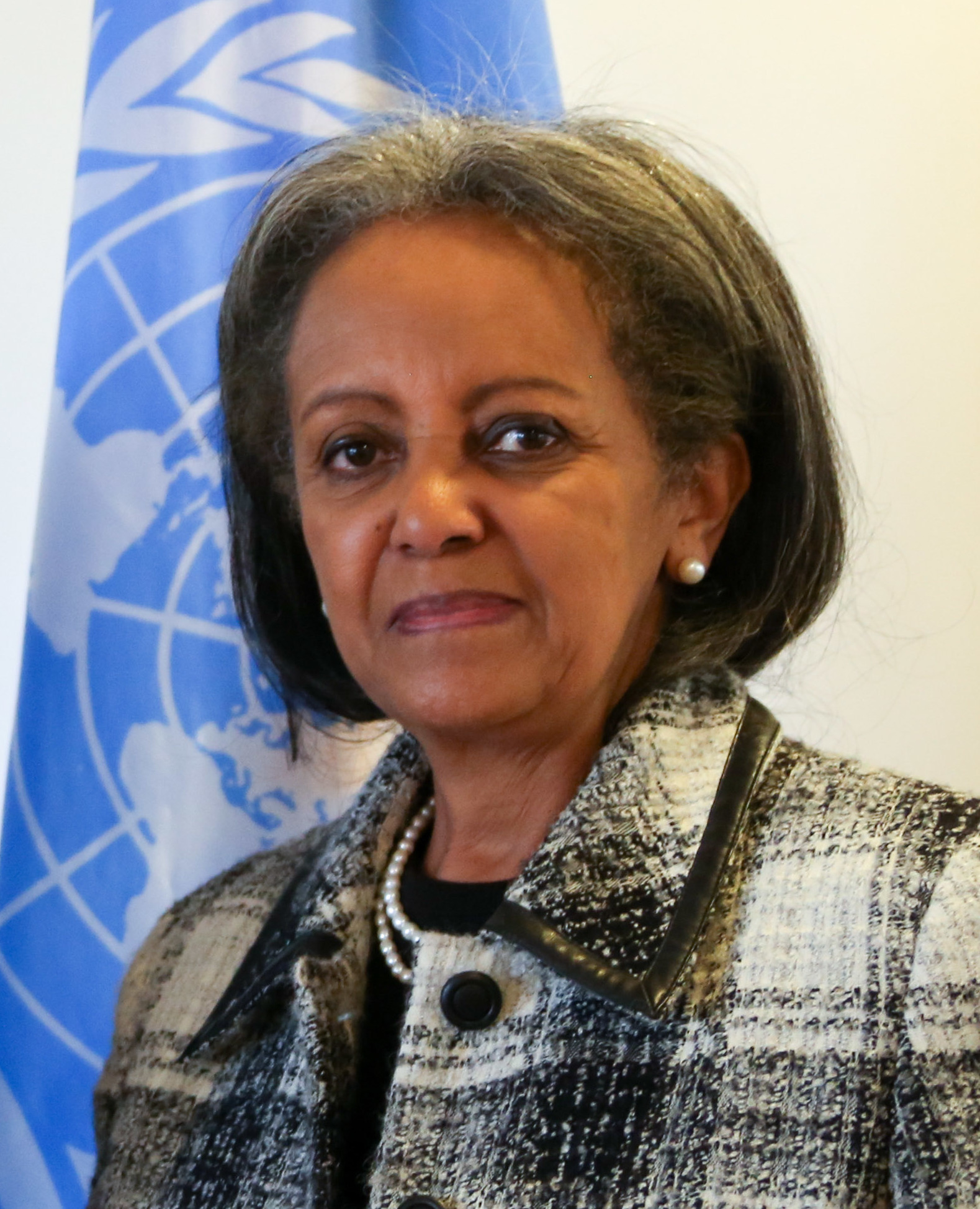
La présidente Sahle-Work Zewde.

En 1957, Senedu Gebru est la première femme élue au Parlement.
En 2018, Sahle-Work Zewde devient la première femme présidente d'Éthiopie.

## Autres aspects

### Santé sexuelle et reproductive
L'avortement est légal en cas de viol, d'inceste, de risque pour la vie de la femme, de malformation fœtale, ou pour toute femme enceinte ayant un handicap physique ou mental, ou de moins de dix-huit ans.
Depuis le début des années 2000, différentes initiatives cherchent à favoriser l'accès aux protections menstruelles, notamment celle de Freweini Mebrahtu, créée en 2009.

### Violences faites aux femmes
Une analyse de plusieurs études internationales réalisée par les Nations unies suggère que les violences domestiques contre les femmes sont répandues en Éthiopie. Les violences sexuelles sont également fréquentes,. L'article 620 du Code pénal éthiopien de 2004 définit le viol comme un rapport sexuel forcé en-dehors du mariage. L'article 53 du Code de la famille révisé de 2000 stipule également que « ils [la femme et le mari] auront entre eux des relations sexuelles normales dans le mariage, à moins que ces relations ne comportent un risque de nuire gravement à leur santé ».
Dans une étude de l'Organisation mondiale de la santé réalisée en 2005, 59 % des Éthiopiennes déclarent avoir été abusées sexuellement par un partenaire au cours de leur vie, et un tiers au cours des douze derniers mois. Ces résultats sont les plus élevés des pays étudiés.
En 2005, l'avocate Maria Munir crée l'association Awsad, afin d'aider les femmes et les filles victimes de violences et de viols. L'association réunit au sein d'un foyer un dispensaire, une nurserie et aide ces femmes à scolariser leurs enfants. Le foyer, qui compte en 2020 une cinquantaine de places réussit malgré tout à en accueillir 85, souvent de jeunes adolescentes.
En 2014, le viol collectif et la mort d'Hanna Lalango, ainsi que d'autres agressions sexuelles médiatisées, alertent sur la situation des femmes en Éthiopie et dans le monde. En réaction, le Mouvement jaune est créé, pour encourager les femmes à s'exprimer sur les violences sexuelles,.
En 2020, si la présidente de la République salue des avancées, comme le progrès de l'éducation des filles, elle considère toutefois que « rien n'est acquis », citant notamment la force des préjugés contre les femmes ou encore les mariages forcés.
Le viol n'étant pas pris au sérieux par la police, des hommes commettent des violences contre les femmes, surtout dans les villages.

### Mutilations génitales féminines
En 2005, 74,3 % des femmes âgées de 15 à 49 ans déclarent avoir subi des mutilations génitales féminines . Pratiquées en Afrique du Nord Est et dans certaines parties du Proche Orient, elles sont originaires d'Égypte antique. Bien que légalement interdites en vertu des articles 565 et 566 du Code pénal de 2004, elles sont encore pratiquées car il s'agit de coutumes traditionnelles.

### Mariage par enlèvement et mariage forcé, traite des femmes et prostitution
Le mariage par enlèvement est pratiqué en Région des nations, nationalités et peuples du Sud (RNNPS), région du sud-ouest. D'après une enquête menée en 2003 par le Comité national des pratiques traditionnelles en Éthiopie, le taux de mariages concernés par cette coutume est estimé à 92 %. Le mariage par enlèvement est criminalisé par le Code pénal de 2004, ainsi que le mariage des enfants, la traite et le harcèlement sexuel, au chapitre III - « Crimes commis contre la vie, la personne et la santé par des pratiques traditionnelles préjudiciables » (articles 561 à 570) et également par d'autres dispositions (articles 587, 597, 625, 635, 637, 648). Battre son épouse est aussi illégal : Article 564 - « Violence à l'encontre du conjoint ou de la personne qui cohabite dans une union irrégulière ». Les mariages précoces ou forcés représentent un enjeu pour les organisations féministes : les femmes ne choisissent pas quand ni avec qui se marier. D'après le magazine Womankind, « soit les parents choisiront la mariée, soit le marié épousera la fille de son choix ».
Le chercheur Ewenat Gebrehana explique que « la criminalisation du mariage des enfants et l'adoption d'une loi relativement clémente sur l'avortement illustrent les progrès réalisés dans la conception de cadres législatifs visant à améliorer la santé des femmes », alors que de nombreuses familles éthiopiennes pratiquent encore les mariages arrangés à un jeune âge. Selon l'enquête démographique et sanitaire éthiopienne de 2016, la médiane des femmes pour leur premier mariage est de 17 ans et de 15 ans dans le district d'Amhara, alors qu'elle est de 23 ans pour les hommes. La norme socioculturelle juge sévèrement les grossesses hors-mariages, ce qui ajoute une pression dans la recherche de contraception.
Les mariages précoces concernent ainsi de nombreuses femmes : par exemple, Fetura Mohammed, adolescente de quatorze ans de la région d'Oromo, subit un mariage forcé alors que, d'après son témoignage, elle souhaitait « terminer ses études et avoir son propre emploi avant de se marier ». En effet, dans la tribu Oromo, se marier après seize ans pour une femme constitue un tabou.
En Éthiopie, la prostitution n'est pas illégale, mais c'est le cas de certaines pratiques (exemple : la transmission volontaire du SIDA). Les prostituées sont mal perçues pour des raisons religieuses. L'association Elillta Women at Risk (E-WAR) aide les femmes à sortir de la prostitution. Ne touchant aucune aide de l’État (qui vote en 2009 une loi limitant le budget des associations caritatives), elle lui reproche son inaction dans ce domaine.

## Chronologie des droits des femmes
- 1955 : droit de vote des femmes ;
- 2005 : légalisation de l'avortement en cas de viol, d'inceste, de malformation fœtale, de handicap physique ou mental de la femme, ou pour toute femme de moins de dix-huit ans qui souhaite avorter (auparavant, il n'était légal qu'en cas de risque grave pour la santé de la femme) ;
- 2018 : première femme présidente de la République (Sahle-Work Zewde), premier gouvernement paritaire ;
- 2020 : première femme procureure générale de la République (Adanech Abebe), devenue ensuite première femme maire d'Addis Abeba.

## Mouvements féminins, féminisme
Depuis plusieurs décennies, l'égalité entre femmes et hommes en Éthiopie préoccupe ; depuis la présidence de Mulatu Teshome (2013-2018), elle s'améliore. Les organisations suivantes œuvrent pour celle-ci : certaines sont internationales, comme l'Agence des États-Unis pour le développement international, All African Women For Peace (AAWP), et des organisations des Nations unies qui cherchent à garantir la participation politique des femmes, et à mettre fin aux mariages précoces et à la violence sexiste. D'autres sont nationales, comme l'organisation gouvernementale AWE, association de femmes éthiopiennes, qui lutte contre les mutilations génitales féminines, et promeut les droits des femmes (économiques, sociaux et juridiques). D'autres sont locales, comme le Women Fight à Harar (petite ville éthiopienne), qui lutte contre les parents ne scolarisant pas leurs filles et contre ceux qui attaquent, violent ou tentent de violer des femmes ou des filles.
Dans le domaine de l'éducation, l'association Reading for Ethiopia's Achievement Developed centre ses actions sur l'apprentissage de la lecture à l'école primaire.
Komobolcha est le siège d'un programme de droits locaux où ActionAid Éthiopie, bénéficiaire du Fonds d'affectation spéciale des Nations unies pour mettre fin à la violence contre les femmes, partage ses connaissances avec les femmes pour les aider à anticiper les mariages d'enfants, les mariages arrangés et autres pratiques traditionnelles dangereuses. Le programme fournit en outre des données sur les arrangements légaux et permet aux femmes de se répartir en groupes de surveillance. Ces groupes permettent notamment de créer des réseaux, d'organiser des événements, de mener des actes judiciaires.
En 2009, lorsqu'ActionAid débute, 655 femmes sont réparties en 78 groupes de surveillance dans dix régions d’Éthiopie. Les dix-sept groupes de Komobolcha agissent pour la suppression du mariage des enfants et des religions et croyances qui y sont favorables. Ces actions convainquent des hommes qui, auparavant, développaient une posture traditionnelle.
En 2013, Ruhama Getahun, diplômée en biologie, crée à Dila une coopérative de femmes baptisée Integrated Women's Development. Soutenue par la fondation suisse Green Ethiopia, elle vise à replanter des milliers d'arbres et fait vivre 130 femmes et leur famille dans une vaste pépinière, comptant aussi une ferme et une école et fonctionnant avec une tontine. Pour cette initiative, Ruhama Getahun a été récompensée du prix international de la fondation Yves-Rocher.